# Triodia longiloba
Triodia longiloba är en gräsart som beskrevs av Michael Lazarides. Triodia longiloba ingår i släktet Triodia och familjen gräs. Inga underarter finns listade i Catalogue of Life.